# موگاریتس
موگاریتس (انگلیسی: Mugaritz) یک رستوران دوستاره اسپانیایی است که در شهر ارنتریا در استان گیپوسکوا اسپانیا واقع شده‌است. مجله تخصصی رستوران دو مرتبه در سال‌های ۲۰۱۱ و ۲۰۱۲ آن را به‌عنوان سومین رستوران برتر جهان برگزید.